# Hrastovac (Kisújlak)
Hrastovac falu Horvátországban, Eszék-Baranya megyében. Közigazgatásilag Kisújlakhoz tartozik.

## Fekvése
Eszéktől légvonalban 17, közúton 26 km-re délnyugatra, Diakovártól 17 km-re északkeletre, községközpontjától 1 km-re keletre, Szlavónia középső részén, a Szlavóniai-síkságon, a Vuka völgyében, a Diakovárról Eszékre menő főúttól keletre, az Eszék-Vrpolje vasútvonal mentén fekszik.

## Története
A település a 19. században mezőgazdasági majorként keletkezett Kisújlak keleti, Hrastovac nevű határrészén, a püspöki uradalom területén. Lakosságát 2001-ben számlálták meg először önállóan, amikor 166-an lakták. 2011-ben a falunak 173 lakosa volt.

## Lakossága
| Lakosság változása | Lakosság változása | Lakosság változása | Lakosság változása | Lakosság változása | Lakosság változása | Lakosság változása | Lakosság változása | Lakosság változása | Lakosság változása | Lakosság változása | Lakosság változása | Lakosság változása | Lakosság változása | Lakosság változása | Lakosság változása |
| ------------------ | ------------------ | ------------------ | ------------------ | ------------------ | ------------------ | ------------------ | ------------------ | ------------------ | ------------------ | ------------------ | ------------------ | ------------------ | ------------------ | ------------------ | ------------------ |
| 1857               | 1869               | 1880               | 1890               | 1900               | 1910               | 1921               | 1931               | 1948               | 1953               | 1961               | 1971               | 1981               | 1991               | 2001               | 2011               |
| 0                  | 0                  | 0                  | 0                  | 0                  | 0                  | 0                  | 0                  | 0                  | 0                  | 0                  | 0                  | 0                  | 0                  | 166                | 173                |

(1991-ig lakosságát Kisújlakhoz számították.)